# Hiperfenilalaninemia

La Hiperfenilalaninemia se transmite con un patrón autosómico recesivo

La Hiperfenilalaninemia es una enfermedad metabólica de origen genético y congénito que provoca la incapacidad de transformar parcial o totalmente el aminoácido fenilalanina, componente de las proteínas.
Se denomina Hiperfenilalaninemia congénita a aquella de origen genético que aparece en el momento del nacimiento del bebé. Es importante su detección precoz mediante análisis clínicos pues los niños pueden no presentar signo aparente tras el nacimiento. El aumento excesivo de fenilalanina en sangre puede provocar alteraciones neurológicas si no se detecta y trata precozmente, pudiendo desarrollar una discapacidad psíquica de diverso grado (según el grado de alteración puede ser desde leve a profunda). En España existe un protocolo de detección precoz, diagnosis y tratamiento que se realiza a todos los neonatos, es la llamada prueba del talón.